# Прус, Сергей Сергеевич
Сергей Сергеевич Прус (род. 14 апреля 1990 года) - российский пловец в ластах.

## Карьера
Неоднократный призёр чемпионатов России, Европы и мира. Воспитанник красноярского спорта.